# Hartmann Gruppe

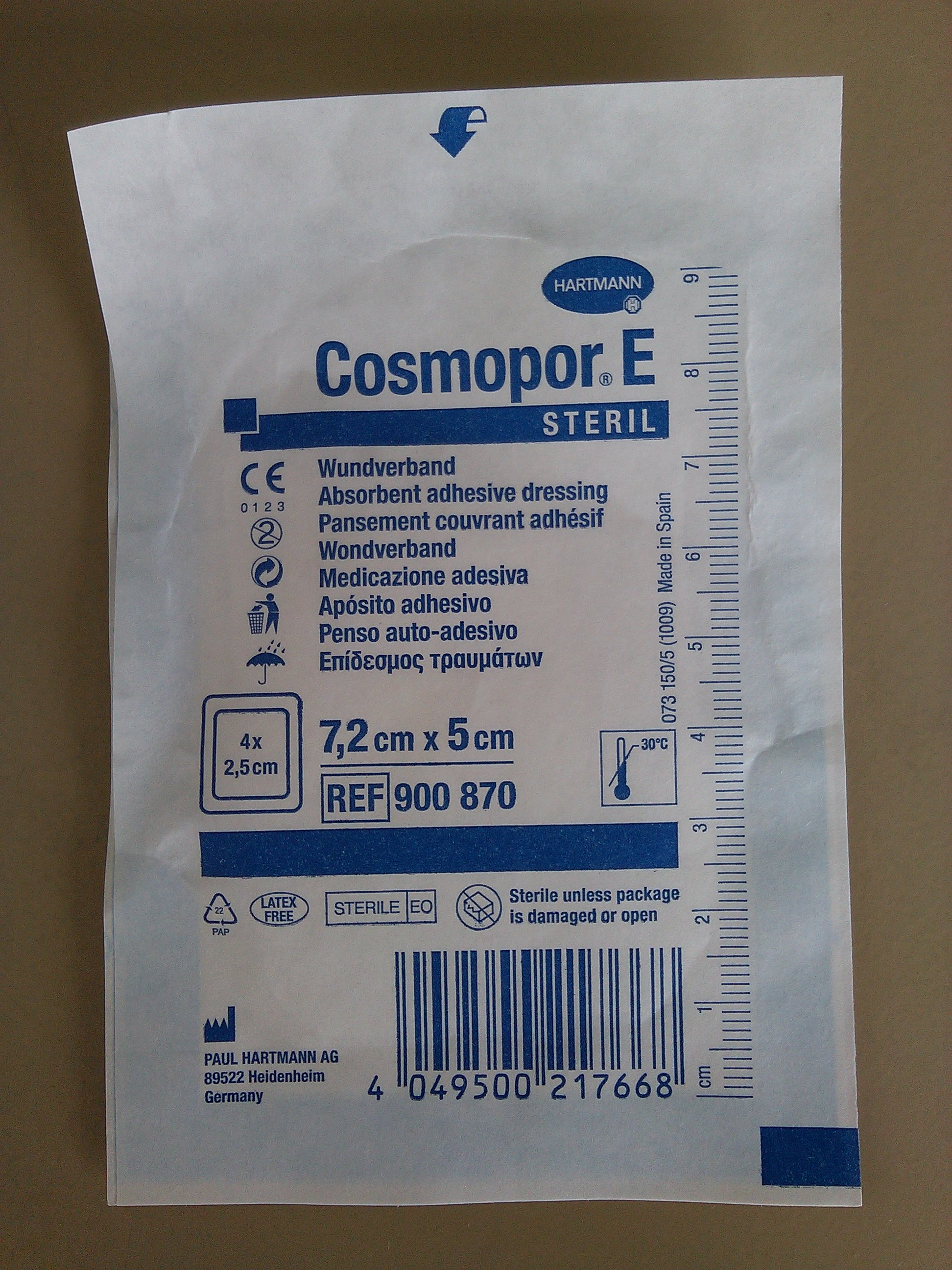
Ein Heftpflaster der Hartmann-Gruppe

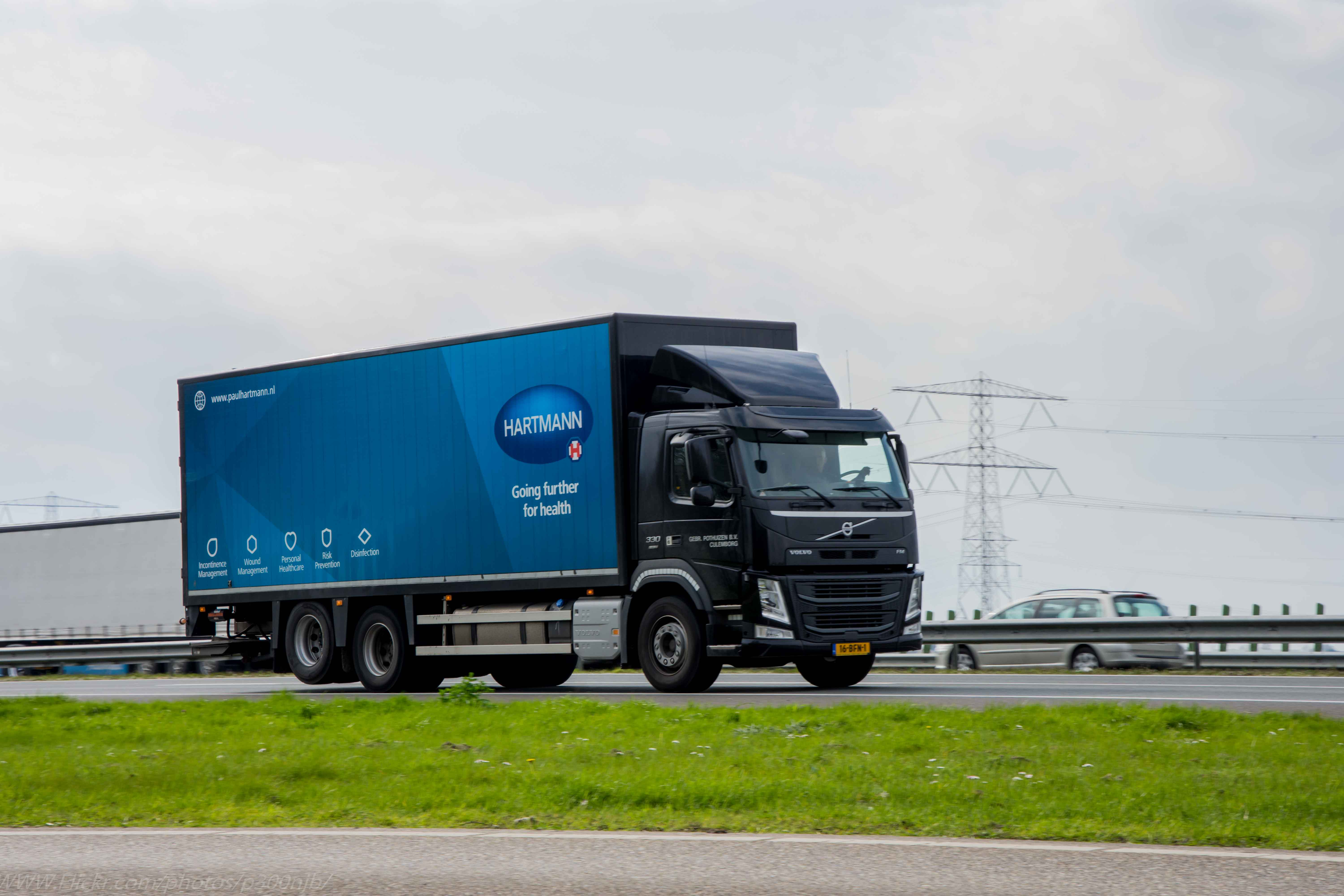
Ein Hartmann-Lastkraftwagen

Die Paul Hartmann AG (Eigenschreibweise: PAUL HARTMANN), mit Hauptsitz in Heidenheim an der Brenz, ist ein Hersteller und Anbieter von Medizin- und Pflegeprodukten sowie damit verbundenen Dienstleistungen.
Der Konzern ist hauptsächlich in den drei Segmenten Wundversorgung, Inkontinenzmanagement und Infektionsmanagement (mit den Geschäftsbereichen Risikoprävention und Desinfektion) tätig.
Das Stammhaus der Hartmann-Gruppe in Heidenheim an der Brenz ist die älteste deutsche Verbandstofffabrik.

## Geschichte

### Gründung und Anfangsjahre
Basis des Unternehmens war die 1818 von Kommerzienrat Ludwig von Hartmann von der Firma Meebold & Co. übernommene mechanische Heidenheimer Spinnerei, die im damaligen Königreich Württemberg eine der größten Spinnereien war. 1843 vermachte Hartmann das Unternehmen dreien seiner Söhne. Unter dem Namen Ludwig Hartmann’s Söhne übernahm Karl Hartmann (* 26. August 1799; † 31. Mai 1865) die Führung der 1811 durch den Vater erworbenen Weißbleiche, Eduard Hartmann (* 6. Mai 1816; † 10. März 1894) die Spinnerei in Herbrechtingen und Paul Hartmann sen. die Baumwollspinnerei in Heidenheim. Gemeinsam erreichten sie die wirtschaftliche Sanierung des Betriebs.
1867 erwarb Paul Hartmann sen. die Scheckenbleiche in Heidenheim und gründete sein eigenes Unternehmen, die Paul Hartmann – Bleiche, Färbereigeschäft und Appreturanstalt. Weil nach Ende des Deutsch-Französischen Krieges die Konkurrenz zunahm, begann er, unterstützt durch seinen Sohn, den Ingenieur Albert Hartmann, 1873 mit der Produktion von Verbandwatte nach einem von Victor von Bruns entwickelten Verfahren. Die als Lister’scher Carbol-Gaze bekannten Verbände wurden nach einer von Joseph Lister, 1. Baron Lister entwickelten Methode mit Antiseptika imprägniert und wiesen keimtötende Eigenschaften auf. Listers Beiträge führten zu einem Rückgang der postoperativen Infektionen und verbesserten die Sicherheit der chirurgischen Eingriffe für die Patienten. Dies brachte Lister den Titel „Vater der modernen Chirurgie“ ein. 1883 erhielt die Firma den ersten Großauftrag über 400 Pfund Verbandwatte aus dem Jakobsspital in Leipzig, die Paul Hartmann sen. abends noch persönlich verpackte und mit per Hand geschnittenen Etiketten versah, einem roten Kreuz, umgeben von vier Äskulapstäben.
Das Firmenlogo basierte auf einer überarbeiteten Version des Rotkreuz-Symbols und enthielt zusätzlich den Äskulapstab. Im Jahr 1883 wurde das Logo als Schutzmarke eintragen.

### Expansion und Übernahmen
Unter Generaldirektor Walther Hartmann wurde das Unternehmen 1912 eine Aktiengesellschaft. 1920 erfuhr das Firmenlogo eine erneute Änderung, diesmal wegen der Ähnlichkeit mit der Schweizer Flagge. Nach den Zerstörungen des Zweiten Weltkriegs begann das Unternehmen 1945 mit dem Wiederaufbau. Um 1952 hatte das Unternehmen etwa 1000 Mitarbeitende.
1956 wurde die Milchfilterfertigung ausgebaut und die Pflasterproduktion erweitert. Bald darauf folgte die Produktion von Einwegwindeln, die nach dem Gebrauch entsorgt werden konnten. Sie lösten mehr und mehr die damals gebräuchlichen Stoffwindeln ab, die nach dem Benutzen aufwendig gereinigt werden mussten. Bis 2005 produzierte Hartmann die Windelmarke Fixies und hatte damit 15 % Marktanteil in Deutschland. Gleichzeitig öffnete sich das Unternehmen neuen Geschäftsfeldern, darunter Konsumgüter wie Feuchttücher und Wattestäbchen.
Nachdem die Firma Paul Hartmann durch den Zweiten Weltkrieg ihre Standorte jenseits der deutschen Grenzen verloren hatte, investierte das Unternehmen lange nicht im Ausland. Das änderte sich erst 1972, als die Firma Hartmann-France S.A. im französischen Châtenois gründete.
In den Folgejahren wurden weitere internationale Standorte aufgebaut (bis 1993 folgten unter anderem Belgien, die Niederlande, Österreich, Großbritannien, Italien, Spanien, Tschechien oder Portugal) und im Jahr 1973 kam das Unternehmen Dr. Degen & Kuth (DUKA) in Düren durch Fusion an die Paul Hartmann AG. In den 1990er Jahren intensivierte das Unternehmen in die Expansion in Osteuropa und erschloss Märkte wie Polen, Ungarn und Tschechien.
Ab dem Jahr 2000 war die Unternehmensentwicklung von Hartmann durch diverse Akquisitionen gekennzeichnet. Bereits 2000 übernahm die Hartmann-Gruppe die KOB GmbH (Karl Otto Braun). Im Jahr 2005 gründete Hartmann die Tochtergesellschaft CMC Consumer Medical Care GmbH zur Herstellung von Watte-/Kosmetikprodukten, medizinischen Produkten, Babypflege- und Haushaltsprodukten. Im April 2008 wurde die Kneipp GmbH zu einer hundertprozentigen Tochtergesellschaft, und im Oktober desselben Jahres übernahm Hartmann die Bode Chemie GmbH, einen in Hamburg ansässigen Anbieter von Desinfektions-, Hygiene- und Hautschutzprodukten.

### Neuere Entwicklungen
Im August 2019 wurde Safran Coating, ein Unternehmen für Silikonbeschichtungen, übernommen, das seitdem unter dem Namen Advanced Silicone Coating firmiert. Im Jahr 2021 erwarb Hartmann pflege.de, eine Online-Plattform, die Beratung und Dienstleistungen für die häusliche Pflege sowie die Versorgung mit Pflegehilfsmitteln anbietet.

## Unternehmensstruktur
Die Hartmann-Gruppe betreibt Unternehmen in 36 Ländern und vertreibt ihre Produkte in über 130 Ländern.

### Aktie und Aktionärsstruktur
Das Stammkapital ist eingeteilt in 3.572.424 Aktien. 20.682 Stück befinden sich im Besitz der Gesellschaft.
Das Unternehmen ist gemäß § 19 und 20 des Aktiengesetzes (AktG) i. V. m. § 33 des Wertpapierhandelsgesetzes (WpHG) keine börsennotierte Gesellschaft, da die Aktie nur im Segment Open Market der Frankfurter Wertpapierbörse gehandelt wird. Dies bedeutet, dass die Über- oder Unterschreitung von Schwellen gemäß AktG nicht angezeigt werden muss.
Der weitaus größte Teil der wenigen Aktionäre war bis zum 28. November 2015 in einer sogenannten Schutzgemeinschaft, ähnlich einem Poolvertrag, zusammengeschlossen. Die Aktien wurden nur untereinander gehandelt. Über die Ausübung ihrer Stimmrechte verständigten sie sich untereinander. Seit deren Auflösung sind die Aktien frei handelbar.
Im März 2006 hat ein Unternehmen der Schwenk-Gruppe mitgeteilt, dass ihr eine Mehrheitsbeteiligung an der Paul Hartmann AG gehört. Es ist von einer Beteiligung von ca. 70 % auszugehen. Die Paul Hartmann AG ist damit dem Einflussbereich der Familie Schleicher zuzuordnen.

### Wesentliche Tochtergesellschaften

#### Hartmann-Rico

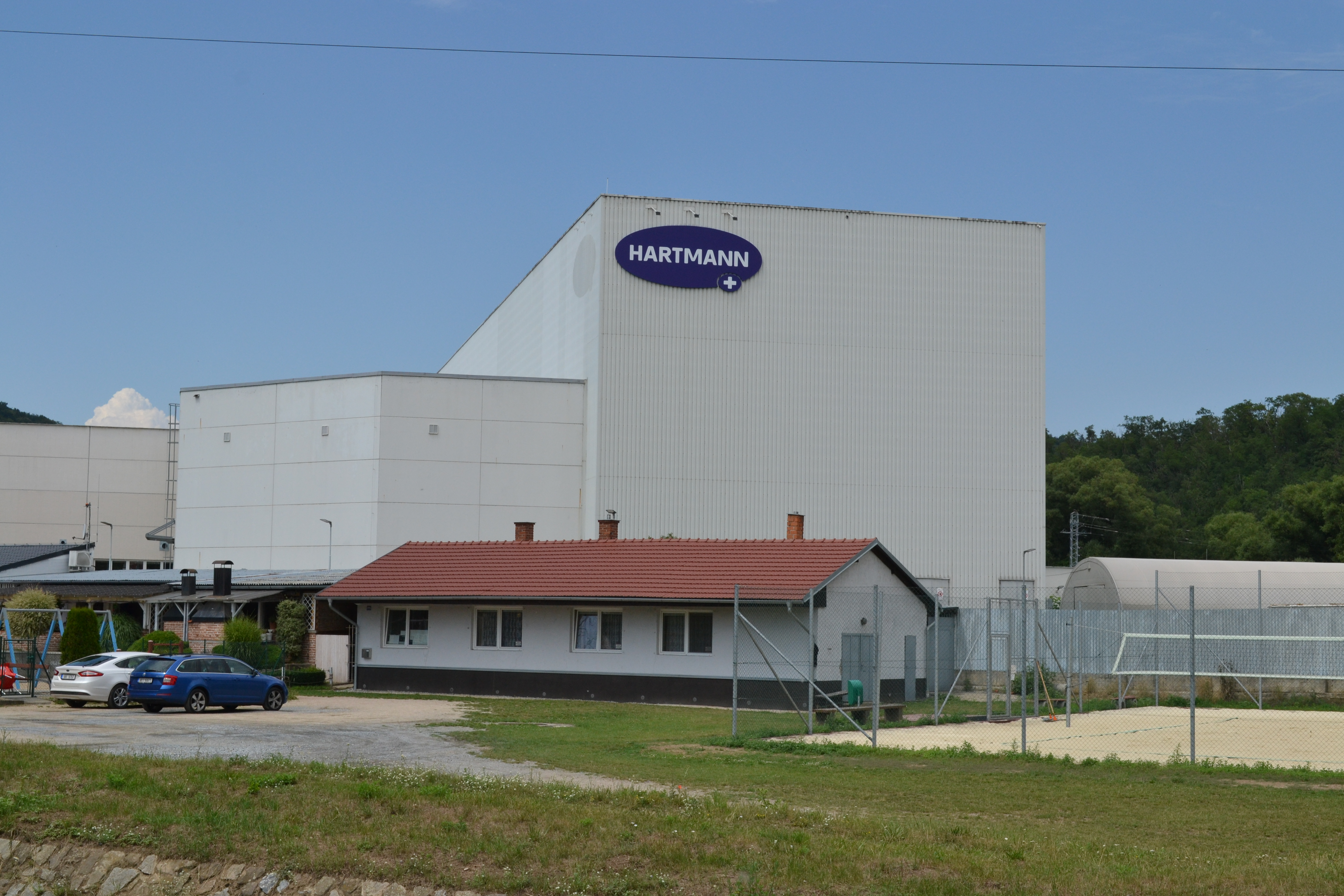
Hartmann Rico Unternehmen in Veverská Bítýška

Ehemals Richter & Co., eine Verbandstoff- und Gummiwaren-Fabrik ursprünglich aus Brüx, heute Most, Tschechische Republik, wurde 1991 von Hartmann übernommen. Heute firmiert das Unternehmen als Hartmann-Rico a.s., Firmensitz ist Veverská Bítýška.

#### Kneipp GmbH
Die Paul Hartmann AG erwarb 2001 80 % der Unternehmensanteile der Firma Kneipp GmbH (vormals Kneipp-Werke, Kneipp-Mittel-Zentrale GmbH & Co KG), einem Hersteller von Körperpflegeprodukten, Nahrungsergänzungsmitteln und pflanzlichen Arzneimitteln. Seit April 2008 handelt es sich um eine hundertprozentige Tochtergesellschaft.

#### CMC Consumer Medical Care GmbH
Die CMC Consumer Medical Care GmbH, ein Vertreiber von Handelsmarken in den Bereichen Kosmetik, Baumwolle, Medizinbedarf, Baby und häusliche Pflege, wurde im Juli 2005 als hundertprozentige Tochter der Paul Hartmann AG gegründet.

#### Bode Chemie GmbH
Der Desinfektionsmittel- und Hygieneproduktehersteller Bode Chemie GmbH wurde zum 1. Januar 2009 zu 100 % von der Hartmann-Gruppe übernommen.

#### KOB GmbH
Die KOB GmbH (Karl Otto Braun) mit Hauptsitz in Wolfstein (Rheinland-Pfalz/Deutschland) und einer weiteren Produktionsstätte in Coimbatore (Indien) ist der weltgrößte Hersteller elastischer Spezialgewebe für die Medizin, unter anderem von Trägermaterialien von transdermalen Systemen und sportmedizinischem Gewebe. Sie gehört seit 2000 zur Hartmann-Gruppe.

### Frühere Töchterunternehmen

#### Sanimed GmbH
Die Sanimed GmbH mit Sitz in Ibbenbüren im Tecklenburger Land vertreibt in Deutschland Produkte und Dienstleistungen für die ambulante Patientenversorgung. Sie wurde 1983 gegründet und 2001 durch die Paul Hartmann AG mehrheitlich übernommen. Zum 1. April 2020 wurde sie an die Palero Capital GmbH verkauft. Seit Mitte 2021 gehört Sanimed zur Löwenstein Medical SE & Co. KG in Bad Ems.

## Produkte
Die Hartmann-Gruppe produziert Medizin- und Pflegeprodukte in den drei Hauptbereichen Wundversorgung, Inkontinenzmanagement und Infektionsmanagement.
Im Segment der Wundversorgung stellt Hartmann Verbandsmaterialien und Produkte zur Wundheilung her. Das Unternehmen bietet verschiedene traditionelle und moderne Wundauflagen an, darunter silikonbeschichtete und superabsorbierende Wundauflagen sowie postoperative Verbände und weitere Verbandsprodukte.
Das Segment des Inkontinenzmanagements konzentriert sich auf körpernahe aufsaugende Produkte für unterschiedliche Schweregrade der Inkontinenz. Das Unternehmen bietet zudem Hygiene- und Hautpflegeprodukte für Inkontinenzpatienten an. Außerdem hat das Unternehmen die europaweite Studie Breaking the Silence veröffentlicht, die untersucht, wie Erwachsene über Inkontinenz sprechen und damit umgehen.
Das Segment des Infektionsmanagements umfasst zwei Hauptbereiche: Risikoprävention und Desinfektion. Im Bereich der Risikoprävention bietet Hartmann sterile Komponentensets, Untersuchungshandschuhe und chirurgische Produkte an, die Einweginstrumente, Kleidung und Abdeckungen umfassen. Im Bereich der Desinfektion entwickelt und produziert das Unternehmen Produkte zur Hände- und Flächendesinfektion zum Schutz vor Infektionskrankheiten.
Das Segment der komplementären Divisionen der Unternehmensgruppe umfasst die Tochtergesellschaften Kneipp, CMC und KOB. Kneipp stellt Körperpflegeprodukte, Nahrungsergänzungsmittel und pflanzliche Arzneimittel her. CMC vertreibt vor allem Produkte unter Handelsmarken in den Bereichen Kosmetik, Baumwolle, Medizinbedarf, Babys und häusliche Pflege. KOB produziert medizinische Textilien wie Kompressions-, Fixier-, Stütz- oder Entlastungsverbände.

## Kooperationen und Sponsoring
Ab 2000 unterhielt das Unternehmen eine logistische Allianz mit der Fa. B. Braun Melsungen AG. Diese wurde zwischenzeitlich wieder aufgelöst. Die Hartmann-Gruppe ist zudem Premium-Sponsor des an ihrem Hauptsitz ansässigen Fußball-Erstligisten 1. FC Heidenheim 1846.

## Nachhaltigkeit
Die Tochtergesellschaft Kneipp GmbH erhielt 2020 den Deutschen Nachhaltigkeitspreis in der Kategorie „Vorreiter“ für den Lippenbalsam Samtweich.